# Osztrák Statisztikai Hivatal
Az Osztrák Statisztikai Hivatal (hivatalos német nevén: Bundesanstalt Statistik Österreich (STAT)) Ausztria statisztikai hivatala, mely a nyilvánosság előtt Statistik Austria néven szerepel. Az intézmény a 2000-es Szövetségi Statisztikai Törvény által megszüntetett Osztrák Központi Statisztikai Hivatalból (Österreichischen Statistischen Zentralamt) jött létre.

## Története
Az osztrák statisztika gyökerei Mária Terézia és II. József idejéig nyúlnak vissza, amikor az első birodalmi népösszeírásokat tartották (1754). 1829-ben létrehozták Statisztikai Irodát, melynek feladata az információgyűjtés volt. Ezt 1863-ban a Monarchia osztrák feléért felelős testületté bővítették (k.k. Statistische Zentralkommission, magyarul: Császári és Királyi Központi Statisztikai Bizottság). Az első világháborúig tartó időszakot az intenzív szakmai és technikai fejlődés jellemezte. Ebben a korban jelentős adatgyűjtés, publikációs tevékenység és az egyetemekkel, illetve a szaktudományok képviselőivel való közös munka zajlott, melyet a nemzetközi együttműködések is tovább segítették.
Az első Osztrák Köztársaságban a Szövetségi Statisztikai Hivatal (Bundesamt für Statistik) folytatta a munkát (1921–1938), a második Osztrák Köztársaságban pedig az Osztrák Központi Statisztikai Hivatal végezte a statisztikai tevékenységet (1945–1999). Utóbbi az osztrák statisztika újjászervezésében, az ENSZ és az OECD keretében létrejövő nemzetközi együttműködések megerősítésében, illetve Ausztriának az Európai Unió statisztikai rendszereibe való betagolódásában játszott fontos szerepet.

## Feladatai és felépítése
Az Osztrák Statisztikai Hivatal egy önálló, közhasznú, szövetségi közjogi intézmény. Legfőbb feladatköre a Ausztria hivatalos statisztikai adatainak gyűjtése, feldolgozása és közzététele. Emellett az Európai Unió statisztikai rendszereihez járul hozzá. Emellett az ENSZ és tagszervezeteiben (WHO, UNESCO, FAO), illetve az OECD-ben, az Európa Tanácsban, az Eurostat-ban és különböző nemzetközi tudományos társaságokban képviseli Ausztriát.

### Intézményi szerkezet
A hivatal több mint 800 alkalmazottat foglalkoztat. A hivatal vezető testületét, az igazgatóságot két főigazgató vezeti:
- Statisztikai főigazgató: Konrad Pesendorfer
- Gazdasági főigazgató: Gabriela Petrovic

Emellett négy szakigazgatóság (Népesség, Vállalkozás, Térgazdaság, Nemzetgazdaság), két önálló részleg (Nyilvántartás, rendszerezés és módszer; Számítógépes adatfeldolgozás) és hat önálló osztály (Minőségmenedzsment, Nemzetközi kapcsolatok, Média- és Információpolitika, Elemzés, Kockázatmenedzsment, Belső ellenőrzés) is működik keretein belül.
2009-ben a Gazdasági Tanácsnak 12 és a Statisztikai Tanácsnak 15 tagja volt, melyek gazdasági és szakmai kérdésekben segítik az igazgatóság munkáját. Ezek a tanácsok az államigazgatás képviselőiből és a helyi- és tartományi statisztikai hivatalok szakértőiből állnak. A szakmai munkát számos szaktanácsadó segíti.

### Jogi alapok
Minden szövetségi statisztika jogi alapot igényel. Az osztrák szövetségi statisztika általános jogalapja a 2000-es Szövetségi Statisztikai Törvény. Emellett különböző szövetségi törvények és rendeletek is jogalapot szolgáltathatnak. Az európai integrációval az Európai Unió statisztikát érintő jogi normái is érvényesek, melynek előkészítéséért és végrehajtásáért a luxemburgi székhelyű Eurostat (az Európai Unió statisztikai hivatala) felelős.

### Statisztikai információk elérhetősége
Az Osztrák Statisztikai Hivatal feladata, hogy objektív, tudományos módszerekkel nyert, független álláspontú statisztikai információkkal szolgáljon a politika, a közigazgatás, a gazdaság, a média és minden állampolgár számára. Ezért a hivatal adatai minden érdeklődő számára elérhetőek. Ezek egy része ingyenes (adatlapok, szakkönyvtár, információs szolgálat, sajtóközlemények), más részük viszont díjazás ellenében (nyomtatott kiadványok, különleges elemzések, ISIS Online Adatbank használata) érhető el. A felmérések egyéni válaszadásait szigorú adatvédelmi szabályzat vonatkozik.
A legismertebb statisztikai eredmények közé tartoznak a nagy méretű számlálások (népszámlálás, épület- és lakásszámlálás, munkahelyszámlálás), az aktuális gazdaságstatisztikai információk, elsősorban a havi fogyasztói árindex, és a nemzeti számlák nemzetközileg standardizált adatai (pl. bruttó hazai termék, gazdasági növekedés). A szakmai feladatok skálája a népességi, születési, halálozási és migrációs adatfelvételtől az egészségügyi és szociális körülményeken át, egészen a gazdasági alaprendszerek kidolgozásáig terjed.

## Fordítás
- Ez a szócikk részben vagy egészben  a   Statistik Austria című német Wikipédia-szócikk ezen változatának fordításán alapul.  Az eredeti cikk szerkesztőit annak laptörténete sorolja fel. Ez a jelzés csupán a megfogalmazás eredetét és a szerzői jogokat jelzi, nem szolgál a cikkben szereplő információk forrásmegjelöléseként.